# 하이에이터스 카이요테이

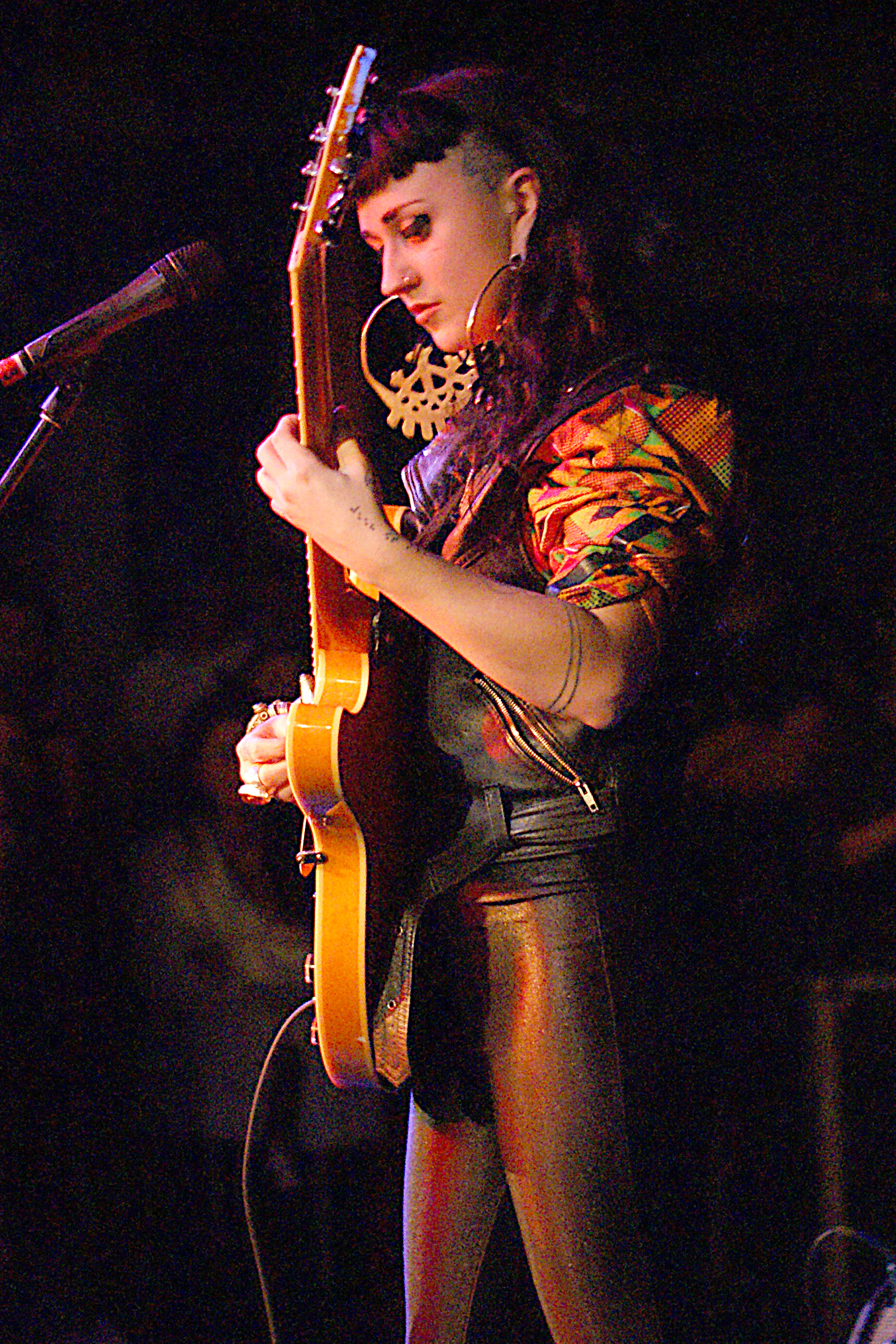
2015년 네이 팜의 모습

하이에이터스 카이요테이(영어: Hiatus Kaiyote)는 오스트레일리아의 퓨처 소울 밴드이다. 2011년 멜버른에서 결성하였으며 보컬 및 기타리스트인 네이 팜(Nai Palm), 베이시스트 폴 벤더(Paul Bender), 키보디스트 사이먼 마빈(Simon Mavin), 드러머 페린 모스(Perrin Moss)로 이루어졌다. 스튜디오 앨범 《Choose Your Weapon》(2015), 《Mood Valiant》(2021)와 《Love Heart Cheat Code》(2024)를 발매하였다.